# 2012년 2월 죽음
다음은 2012년 2월에 사망한 저명한 인물 목록이다.
- 2월 1일
  - 대한민국의 연출가 임학송
  - 폴란드의 시인 비스와바 심보르스카
- 2월 3일
  - 미국의 영화배우 잘만 킹
  - 싱가포르의 정치인 토흐친차이
- 2월 6일 - 미국의 영화배우 피터 브렉
- 2월 9일
  - 영국의 신학자 존 힉
  - 일본의 영화배우 아라키 시게루
- 2월 11일 - 미국의 가수 휘트니 휴스턴
- 2월 12일
  - 미국의 영화배우 지나 베순
  - 아일랜드의 영화배우 데이비드 켈리
- 2월 15일 - 미국의 군인 존 J. 요삭
- 2월 16일
  - 미국의 야구선수 게리 카터
  - 미국의 영화배우 엘리즈 녹스
  - 일본의 영화배우 아와시마 치카게
- 2월 17일
  - 미국의 심리학자 율릭 나이서
  - 미국의 영화배우 클레어 멜리스
- 2월 18일 - 대한민국 교육인 조영식
- 2월 20일 - 대한민국의 기업인 최은석
- 2월 21일 - 영국의 연쇄살인범 콜린 아일랜드
- 2월 22일
  - 대한민국의 국회의원 조재봉
  - 미국의 언론인 마리 콜빈
- 2월 24일 - 대한민국의 대학교수 강영우
- 2월 25일 - 미국의 군인 린 콤프턴
- 2월 28일 - 대한민국의 시인 이성부
- 2월 29일
  - 대한민국의 군인 황정연
  - 대한민국의 정치인 이대성
  - 영국의 음악가 데이비 존스